# دهنو (خلیل‌آباد)
دِهنو نام روستایی از توابع بخش مرکزی شهرستان خلیل‌آباد در استان خراسان رضوی است.

## جمعیت
این روستا در دهستان رستاق قرار دارد و برپایهٔ سرشماری عمومی نفوس و مسکن در سال ۱۳۹۵ جمعیت آن ۴٬۲۷۹ نفر (۱٬۳۴۷ خانوار) بوده است.